# علي السلطان (لاعب كرة قدم مواليد 2001)
علي عبد الله السلطان لاعب كرة قدم سعودي و يلعب كمدافع و يلعب حالياً مع نادي الأنوار.

## مسيرة اللاعب
لعب في نادي الفيصلي ونادي الأنوار.